# Касим Караманід
Касим-бей (тур. Kasım Bey; д/н — 1483) — 19-й володар бейліку Караманідів в 1469—1474 і 1481—1483 роках. Намагався відновити самостійність своєї держави.

## Життєпис
Син Ібрагім-бея II та доньки османського султана Мехмеда I. 1463 року підтримав повстання брата Пір Ахмета проти батька. В подальшому воював проти зведеного брата Ісхак-бея.
1469 року, коли Пір Ахмета було вигнано османськими військами, намагався отримати від султана Мехмеда II титул бея. В подальшому деякий час боровся з Пір Ахметом, що повернувся до Караману. Зрештою став його співправителм. У 1470 і 1471 роках очолював походи до центральної Анатолії, намагаючись захопити Ангору. Втім вже 1471 року разом з Пір Ахметом зазнав поразки й втік до Ак-Коюнлу.
1472 року очолив одну з частин війська Узун-Хасана, султана Ак-Коюнлу, що вдерлося до Анатолії. Сприяв відвоюванню більшості земель Караманідів, але взяти Конью не зміг. 1473 року зазнав поразки у битві біля Бейшехіра від османського султанзаде Мустафи. Втім зумів закріпитися в Силіфке. 1473 року відвоював Ерменек. 1474 року разом з братом зазнав повної поразки й втік до Алеппо.
1481 року підтримав повстання Джема, що висунув претензії на трон Османської імперії. Останній на дяку передав Касиму землі Караманідів, де на той час був бейлербеєм. Після поразки Джема того ж року визнав зверхність султана Баязида II. Помер 1483 року. Трон перейшов до його небіжа Тургутоглу Махмута.